# Hoa hậu Quốc tế 2003
Hoa hậu Quốc tế 2003 là cuộc thi Hoa hậu Quốc tế lần thứ 43 được tổ chức tại Hội trường Khách sạn Radisson Miyako, Tokyo, Nhật Bản vào ngày 8 tháng 10, năm 2003. 45 thí sinh đại diện cho các quốc gia và vùng lãnh thổ trên khắp thế giới đã tụ hội về đây tranh tài. Cuối cùng Goizeder Victoria Azúa Barríos của Venezuela đã vượt qua tất cả và đăng quang. Cô được trao vương miện bởi Hoa hậu Quốc tế 2002 Christina Sawaya đến từ Liban.

## Kết quả

### Thứ hạng
| Kết quả              | Thí sinh |
| -------------------- | --- |
| Hoa hậu Quốc tế 2003 | - Venezuela – Goizeder Victoria Azúa Barríos |
| Á hậu 1              | - Ấn Độ – Shonali Nagrani |
| Á hậu 2              | - Phần Lan – Suvi Hartlin |
| Top 12               | - Bolivia – Muriel Cruz - Trung Quốc – Wang Chan - Pháp – Elodie Couffin - Hy Lạp – Apostolina Zaproydis - Nhật Bản – Saeko Matsumi - Hàn Quốc – Shin Ji-soo - Nga – Tatiana Chebotarevskaya - Thái Lan – Pawina Bamrungrot - Ukraine – Veronika Bondarenko |

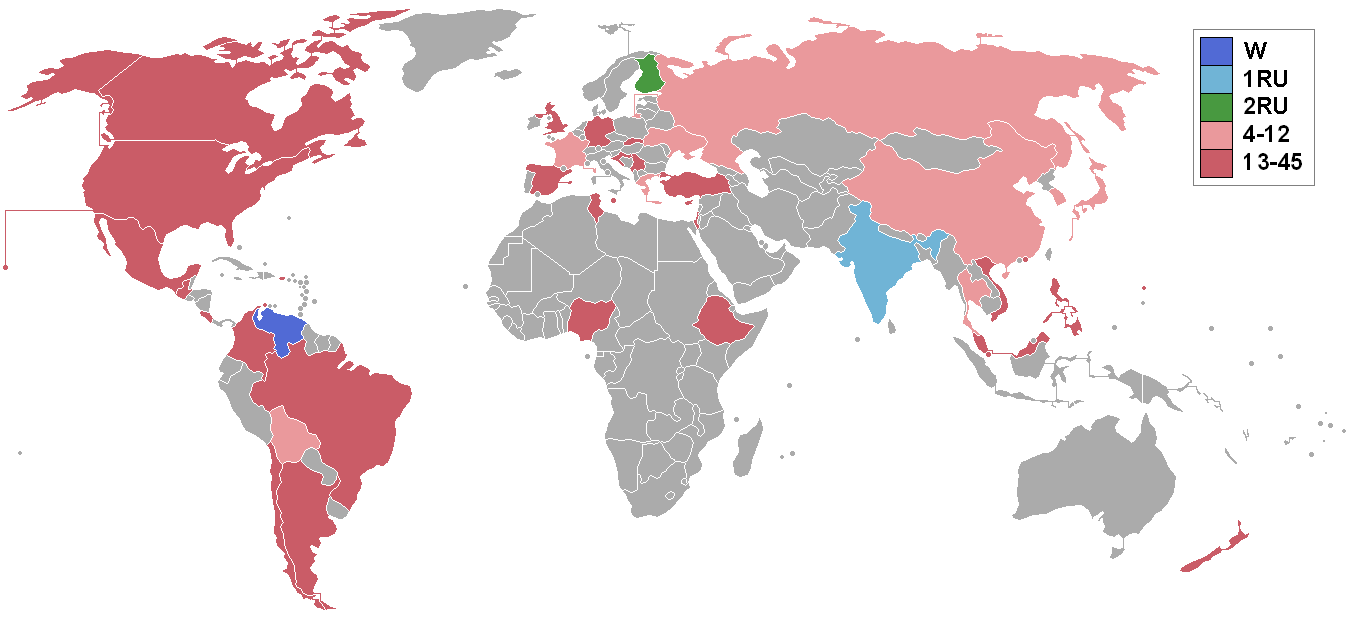
Các quốc gia và vùng lãnh thổ tham gia Hoa hậu Quốc tế 2003 và kết quả.

### Các giải thưởng đặc biệt
| Giải thưởng                 | Thí sinh                                     |
| --------------------------- | -------------------------------------------- |
| Trang phục dân tộc đẹp nhất | - Trung Quốc – Wang Chan                     |
| Hoa hậu Thân thiện          | - Nhật Bản – Saeko Matsumi                   |
| Hoa hậu Ảnh                 | - Venezuela – Goizeder Victoria Azúa Barríos |

## Thí sinh tham gia
| - Argentina - Catalina Rouiller - Aruba - Falon Juliana Lopez - Bolivia - Carmen Muriel Cruz Claros - Brazil - Carlessa Rubicínthia Macedo da Rocha - Canada - Katarzyna Dziedzic - Chile - Christiane Balmelli Fournier - Trung Quốc - Wang Chan - Colombia - Isabel Sofia Cabrales Baquero - Costa Rica - Merilyn Villalta Castro - Croatia - Maja Uzarevic - Síp - Maria Pelekanou - Ethiopia - Yodit Getahun - Phần Lan - Suvi Paivikki Hartlin - Pháp - Elodie Couffin - Đức - Aleksandra Vodjanikova - Hy Lạp - Apostolina Zaproydis - Guatemala - Ana Pamela Prado Diaz - Hồng Kông - Thích Đại Đại - Ấn Độ - Shonali Nagrani - Israel - Stavit Budin - Nhật Bản - Saeko Matsumi - Hàn Quốc - Shin Ji-Soo - Latin Mexico - Lorena Ruiz Martinez | - Malaysia - Ester Tan - Malta - Nadine Cassar - Mexico - Gabriela Ortiz - Người Mỹ bản địa tại Hoa Kỳ - Lana-la Trell Onque Henry - New Zealand - Ellie Bloomfield - Nigeria - Amber Jean Peebles - Quần đảo Bắc Mariana - Nancie Rae King Ripple - Philippines - Jhezarie Games Javier - Puerto Rico - Dignelis Jimenez - Nga - Tatiana Chebotarevskaya - Serbia và Montenegro - Andja Ratko Budimir - Singapore - Berlin Koh Meng Yean - Slovakia - Simona Slobodnikova - Tây Ban Nha - Maria Carrillo Reyes - Thái Lan - Pawina Bamrungrot - Tunisia - Amira Thabet - Thổ Nhĩ Kỳ - Gizem Kalyoncu - Ukraine - Veronika Dmitrievna Bondarenko - Anh Quốc - Gayle Williamson - Hoa Kỳ - Masielle Otero - Venezuela - Goizeder Azua - Việt Nam - Lê Minh Phượng |

## Chú ý

### Lần đầu tham gia
| - Ethiopia - Latin Mexico | - Người Mỹ bản địa tại Hoa Kỳ - Serbia và Montenegro |

### Trở lại
| - Lần cuối tham gia vào năm 1993: - New Zealand - Lần cuối tham gia vào năm 1994: - Costa Rica - Nigeria - Lần cuối tham gia vào năm 1996: - Việt Nam | - Lần cuối tham gia vào năm 2001: - Argentina - Chile - Croatia - Ukraine |

### Bỏ cuộc
| - Curaçao - Cộng hòa Séc - Cộng hòa Dominica - Ecuador - Hawaii - Liban - Macedonia | - Moldova - Nicaragua - Panama - Ba Lan - Senegal - Thụy Điển - Nam Tư |